# Danh sách tập phim live action Thám tử lừng danh Conan
Phim live actionMeitantei Conan (名探偵コナン, Thám tử lừng danh Conan) dựa trên manga cùng tên.
Tập đặc biệt truyền hình đầu tiên là "Meitantei Conan: Kudo Shinichi he no Chosenjo" (名探偵コナン- 工藤新一への挑戦状, lit. Detective Conan: Shinichi Kudo's Written Challenge) được phát sóng vào ngày 2 tháng 10 năm 2006. Oguri Shun vai Kudo Shinichi  và Kurokawa Tomoka vai Ran Mori. Tập đặc biệt truyền hình thứ hai là "Kudo Shinichi no Fukkatsu! Kuro no Soshiki to no Taiketsu" (工藤新一の復活!〜黒の組織との対決, lit. Shinichi Kudo Returns! Showdown with the Black Organization) được phát sóng vào ngày 17 tháng 12 năm 2007.
Tập đặc biệt truyền hình thứ ba là "Kudo Shinichi he no Chosenjo: Kaitori Densetsu no Nazo" (工藤新一への挑戦状～怪鳥伝説の謎～, lit. Shinichi Kudo's Written Challenge! The Mystery of the Legendary Strange Bird) được phát sóng vào ngày 15 tháng 4 năm 2011, Mizobata Junpei vai Shinichi Kudo và Shioli Kutsuna vai Ran Mori. Tập đặc biệt truyền hình thứ tư là Kudō Shin'ichi Kyōto Shinsengumi Satsujin Jiken (工藤新一京都新撰組殺人事件, Shinichi Kudo and the Kyoto Shinsengumi Murder Case) được phát sóng vào ngày 12 tháng 4 năm 2012.

## Danh sách tập

### TV specials
| Stt | Tên tập phim                                                                                    | Ngày phát sóng |
| --- | ----------------------------------------------------------------------------------------------- | -------------- |
| 1   | "Meitantei Conan: Kudo Shinichi he no Chosenjo" (名探偵コナン- 工藤新一への挑戦状)              | 2/10/2006      |
| 2   | "Kudo Shinichi no Fukkatsu! Kuro no Soshiki to no Taiketsu" (工藤新一の復活!〜黒の組織との対決) | 17/12/2007     |
| 3   | "Kudo Shinichi he no Chosenjo: Kaitori Densetsu no Nazo" (工藤新一への挑戦状～怪鳥伝説の謎～)   | 15/4/2011      |
| 4   | "工藤新一京都新撰組殺人事件" (Kudō Shin'ichi Kyōto Shinsengumi Satsujin Jiken)                  | 12/4/ 2012     |

### Kudo Shinichi he no Chosenjou
| Stt | Tên tập phim | Ngày phát sóng | Rating |
| --- | --- | -------------- | ------ |
| 1   | "Conan ni naru mae no Koukousei Tantei ga, Furin Satsujin no Nazo o abaku!" (コナンになる前の高校生探偵が、不倫殺人の謎を暴く!)                         | 7/12/ 2011     | 5.7    |
| 2   | "Namahousou de oki ta Misshitsu Satsujin! Chou Nouryoku Sha no Norowa Re Ta Himitsu o abake" (生放送で起きた密室殺人! 超能力者の呪われた秘密を暴け)     | 14/7/ 2011     | 5.4    |
| 3   | "Misshitsu Hōtei de Okita Satsujin Jiken! Hosutesu Satsugai torikku o Abake" (密室法廷で起きた殺人事件! ホステス殺害トリックを暴け)                     | 21/7/ 2011     | 4.4    |
| 4   | "Kanzen Hanzai! Kekkonshiki de Satsujin Yokoku, Misshitsu Dokusatsu Torikku no Nazo o Abake!" (完全犯罪! 結婚式で殺人予告、密室毒殺トリックの謎を暴け!) | 28/7/ 2011     | 5.6    |
| 5   | "Kioku o Keshita Joyū no Kareinaru Satsujin Torikku Hisho-chi de no Kanzen Hanzai" (記憶を消した女優の華麗なる殺人トリック 避暑地での完全犯罪)          | 4/8/2011       | 4.6    |
| 6   | "Bijo 20-nin no Kareinaru Koroshi no Kisu! Satsujin Hōteishiki Ni Kakusa Reta Satsui!" (美女20人の華麗なる殺しのキス! 殺人方程式に隠された殺意!)        | 11/8/ 2011     | 4.8    |
| 7   | "Chi Nura Reta Kotsuniku no Isan Sōzoku Satsujin! Yūkai Torikku no Nazo o Abake!" (血ぬられた骨肉の遺産相続殺人! 誘拐トリックのナゾを暴け!)             | 18/8/2011      | 4.8    |
| 8   | "On'na no Iji, Chikan-han e no Fukushū! Kanshi Kamera ni Himeta Satsujin Torikku" (女の意地、痴漢犯への復讐!監視カメラに秘めた殺人トリック)             | 25/8/2011      | 5.2    |
| 9   | "Hattori Heiji to Misshitsu Satsujin Mienai Kyōki no Nazo! Tōzai Tantei Suiri Batoru" (服部平次と密室殺人見えない凶器のナゾ! 東西探偵推理バトル)        | 1/9/ 2011      | 5.9    |
| 10  | "200 Kiro o Shunkan Idō Shita Shitai no Nazo! Akujo no Kanzen Hanzai Keikaku o Abake" (200キロを瞬間移動した死体の謎! 悪女の完全犯罪計画を暴け)         | 8/9/2011       | 4.0    |
| 11  | "Kisu wa Koroshi no Riyū, 20-nen-go no Fukushū Satsujin! Kanpekina Aribai no Nazo" (キスは殺しの理由、20年後の復讐殺人! 完璧なアリバイの謎)             | 15/9/2011      | 5.4    |
| 12  | "Watashi ga Koroshimashita! 3-Nin no Tandoku-han? Gisō Satsujin no Nazo o Abake!" (私が殺しました! 3人の単独犯? 偽装殺人の謎を暴け!)                    | 22/9/2011      | 4.6    |
| 13  | "Ran shisu! Shinhan'nin ga Tensai Tantei e Saigo no Chōsen Shiroi Heya no Nazo o Abake" (蘭死す! 真犯人が天才探偵へ最後の挑戦 白い部屋の謎を暴け)       | 29/9/2011      | 4.4    |